# ラインメタルFG42自動小銃
FG42（ドイツ語：Fallschirmjägergewehr 42）は、第二次世界大戦中にラインメタル社が開発した汎用自動小銃である。その名称は「42年式降下猟兵小銃」を意味する。

## 概要
FG42はクレタ島の戦いで得た戦訓を踏まえ、1942年にドイツ空軍降下猟兵(ドイツ語：Fallschirmjäger)による運用を想定した自動小銃として開発された。ドイツ空軍総司令官ヘルマン・ゲーリング帝国元帥が提出した要望によれば、小銃・短機関銃・軽機関銃の能力及び役割を全て兼ねることが期待されており、運用の思想としては後のアサルトライフルに近いものであった。
従来の小銃および機関銃と同様の7.92x57mmモーゼル弾（8mmモーゼル弾）を使用し、セミ/フルオートを切り替えられるセレクティブ・ファイア機構を備えていた為、分隊支援火器としての役割をはたすことも可能であった。

## 歴史

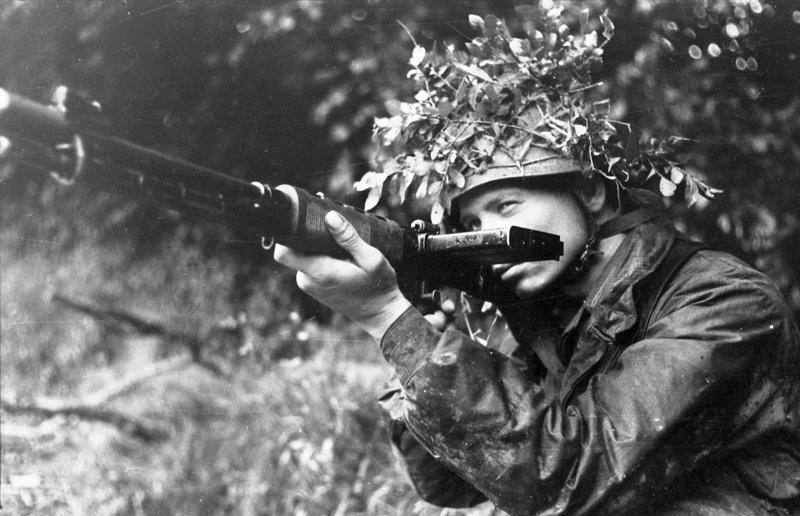
FG42を構える降下猟兵

1941年、ドイツ空軍の降下猟兵部隊である第7航空師団は、クレタ島の戦いにおいて大きな損害を被った。当時配備されていた落下傘の構造上、着陸時には大きく前傾する必要があり、小銃や機関銃などを携行したままでは怪我をするおそれがあった。そのため、これらの装備はいずれも別途コンテナに格納した状態で投下され、拳銃や短機関銃のみ携行して降下した兵員は着地後80秒以内に落下傘を外して装備を回収、その後に戦闘に参加することとされていた。しかし、クレタ島では装備の回収に失敗して壊滅的な被害を受ける部隊が続出し、これを受けドイツ空軍では降下猟兵向けの新型銃の開発に着手した。この銃は軽量であり、十分な火力が発揮されることが求められた。
当時、ドイツ陸軍及び武装親衛隊ではGew41半自動小銃の支給が始まっていたが、航空大臣・空軍総司令官ヘルマン・ゲーリング元帥は配下の降下猟兵にはより進歩した自動火器が必要であると強調した。提案された要求は以下の様なものであった。
1. 既存の7.92x57mm小銃弾を使用
2. フルオート射撃可能
3. 全長1m以下で、従来の小銃程度かそれ以下の重量
4. 狙撃銃としても使える精度
5. 小銃擲弾が発射可能
6. 白兵戦に耐えられる強度

航空省から要求を伝えられた陸軍兵器局は、これらの要求を全て満たすことは非現実であるとして、計画への参加を拒否した。そのため、航空省はこの新型小銃の開発および製造を行うメーカーを独自に探すことになった。多数のメーカーに打診が行われたものの、応じたのはラインメタル社とクリークホフ社（Krieghoff）の2社のみだった。両社からそれぞれの設計案が提出され、ラインメタル案が有望とされた。実際の製造はクリークホフが担当した。また、航空省では銃を携行したままでも安全に降下しうる、新型の落下傘の設計も同時に進めていた。
ラインメタル設計案を手掛けたのは、ルイス・シュタンゲ技師（Louis Stange）である。シュタンゲ設計案では、フルオート射撃時の安定性を確保するため直線的な銃床と内部バッファシステムのほか、降下時に装具と絡まることがないように設計された折畳式の照門および照星、深い角度のついた特徴的なピストルグリップが設けられていた。また、初期モデルでは右側面に挿弾子を用いて弾倉に直接装填を行うための溝が設けられていた。大きな特徴として、フルオート射撃時にはオープンボルトファイアの発射サイクルで作動するが、セミオート射撃時にはクローズドボルトファイアに切り替わる。これはフルオート射撃を連続使用した場合にチャンバーの過熱を軽減するとともにチャンバー過熱による暴発を防ぐことと、セミオート射撃時の命中精度向上を両立させるべく採用されたものである。4.2kgという初期モデルの重量は8mm級の自動火器としては軽量で、4.62kgのStG44よりも軽かった。全長も37インチ程度で、44インチ程度のKar98kより短かった。
撃発はストライカー式で、ボルトキャリアがストライカーを兼用することで部品数の削減による機関部の小型化に成功している。ガス圧利用方式はロングストロークピストン式、ボルトの閉鎖機構はロータリーボルト式である。銃身の下にはスパイク形状の銃剣を装着することができた。先端が後ろ向きになるよう収納されている銃剣を、固定具から外して前方へ引き抜き、180度向きを変えて固定具に装着し直すことで着剣状態となった。
なお、同時期には7.92x33mmクルツ弾の開発も進められており、シュタンゲはこの新型弾こそが自ら手掛けている新型小銃に適したものと考え、試作銃のいくつかを7.92x33mm弾仕様に改造している。しかし、新型小銃に歩兵銃のほか狙撃銃や機関銃などの役割を兼ねることも期待していた空軍は、使用弾薬の変更を決して認めなかった。
1942年4月、ラインメタルからC型として知られる試作銃が発表され、一連のテストの後に3,000丁を自社工場で製造することとされた。しかし、計画を察知した陸軍兵器局は空軍から独立した環境での徹底した試験の実施を求めた上、試験結果を踏まえてFG42が全くの欠陥品であると指摘した。空軍はそれでも計画を断念しようとはせず、ラインメタルに再設計を行わせ、やがてD型を経て、初期の量産型であるE型が完成した。

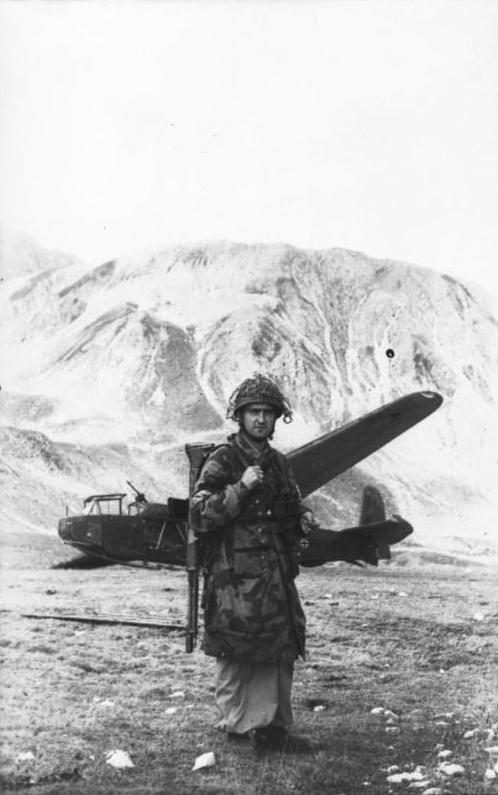
グラン・サッソ襲撃に参加した降下猟兵。FG42を背負っている

最初の実戦投入は、1943年5月のロードス島の戦いだと言われている。この戦いでは50丁のFG42（D型）が使用され、ゲーリングは総統アドルフ・ヒトラーへの報告の中で、FG42のような新兵器がなければこの勝利はなかったと述べた。しかし、ロードス島以上に注目を集めたのは、1943年9月12日のグラン・サッソ襲撃（ベニト・ムッソリーニ救出作戦）に投入されたことであった。従来、国防軍上層部やヒトラー自身は新たな小銃の運用に否定的な立場を取っていたが、ゲーリングはこの注目を利用してヒトラーとの個人的な面会に挑み、FG42の必要性を認めさせることに成功したのである。1944年8月からはG型の量産が始まった。
通常、FG42の射手は20連発弾倉8つを収める専用のポーチを用いた。
FG42が降下猟兵により使用された結果、いくつかの弱点が判明した。20発入り（10発入りもある）のマガジンを左側面に装填する方式であったが、銃のバランスを崩すことが判明した。比較的短い銃身のため、ライフルとしては問題ないにせよ、機関銃としては威力が低く有効射程が短いことも判明した。また他の小火器に比べ、7.92x57mmモーゼル弾がもたらす銃口からのマズルフラッシュ（発射炎）が大きいため、射手の位置を簡単に悟られてしまい、さらに射手の視界をも遮ってしまったので、後期型ではフラッシュサプレッサーが改良されている。さらにフルサイズのライフル弾は、特に伏射の全自動射撃時に激しい反動をもたらし、後方へ開くバイポッドには固定機構が無かったため、射撃時に勝手に折り畳まれてしまうことがあった。
FG42は構造上、複雑な形状の部品が多かったが、それ以上に貴重で高価なスウェーデン鋼を多用したことから量産数が伸びなかった。また、1944年頃には降下作戦そのものが行われなくなった為、当初の要求ほど軽量にする理由も薄くなっていた。そこで、材料の質を落としても使用に影響が出ないように再設計された改良型が作られた。レシーバーが大型化されたことに伴い、ハンドガードと銃床も大型化され、銃床が金属製から木製に、ピストルグリップが垂直に近い角度になり材質が金属から樹脂製に、バイポッドの基部がフラッシュサプレッサーの後ろに移されて前方へ開く方式になり、固定機構も追加された。それでも強力なライフル弾を用いてのフルオート射撃には難が残った。その他、照星に保護カバー、弾倉挿入口に上下二分割式のダストカバー、排出された空薬莢を前方へ弾く反射板が排莢口の後ろにそれぞれ設けられたほか、前述のようにフラッシュサプレッサーが改良された。
最終的な製造数は、5,000丁から7,000丁程度と言われている。

## 改良
FG42には試作型も含めて多くのバリエーションがあるが、主に量産されたのはE型およびG型として知られるタイプである。初期量産型のE型の外見は、後期量産型のG型と大きく異なり、弾倉の互換性もない。また、同じ型式の中でも細部の設計・機能が異なるものが多数ある。
E型は角度の付いた特徴的なグリップによって容易に識別できる。製造上のコストや複雑さについてはさほど考慮されておらず、レシーバーは手間のかかる削り出しのスチール製であった。バッファ付きの銃床はプレス加工された金属製（スチールあるいはアルミニウム）である。二脚はフォアアームのすぐ前に設けられ、不使用時には前方へと折りたたむ。レシーバ内に組み込まれたクリップガイドを用いると、弾倉を外さず挿弾子で追加の装填を行えた。セレクタレバーは前方からE-S-D（単射、安全、連射）の3点で切り替えられる回転式で、操作するにはつまみを引き出して固定を解く必要があった。多くの場合、ZFG-42（4倍）スコープが標準的な付属品として支給された。
F型は完全に再設計されており、レシーバーの成形は製造が容易なプレス加工に改められている。グリップは垂直に近い形状に改められた。排莢口にはバネ式のカバーとデフレクターが追加された。銃床は木製に改められた。ガス規制子も追加された。二脚は銃口のすぐ後ろに設けられ、不使用時には後方へと折り畳んだ。GwZF4（4倍）スコープが付属する。安全装置とファイアセレクターは2つの別々の2点式レバーに分けられ、前方が固定機構付きセレクター、後方が安全装置である。F型の製造数はごく少数で、ここにさらにマズルブレーキの改良などを加えたG型が以後主に製造された。

## その後

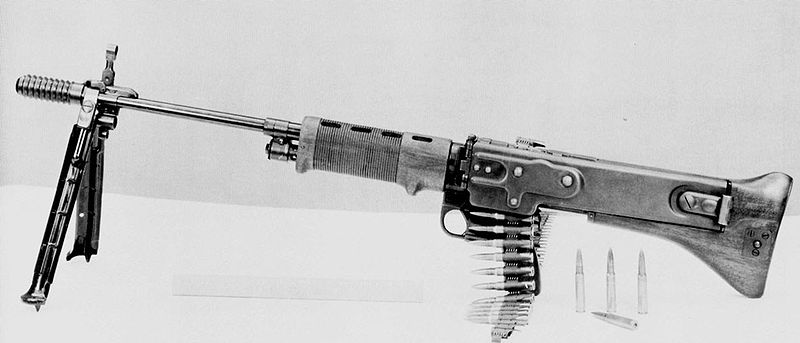
アメリカ軍でFG42とMG42を組み合わせて開発された、T44試作機関銃
機関部側面に装弾部がある特異な構造がわかる。

FG42のガスオペレーション式の機構は、戦後のアメリカ陸軍の技術者達に高く評価され、参考にされた。ブローニングM1919重機関銃に代わる汎用機関銃として開発が進められ、様々な理由から失敗に終わったT24試作機関銃に続いて1946年より開発が進められたT44試作機関銃は、FG42の機関部左側面にMG42の弾帯装填部を組み合わせる、という方式で試作品が製作されている。これらには参考にした銃器と似たようなトラブルが報告され、制式採用はなされず試作のみに終わった。最終的に制式採用されたM60機関銃もFG42とMG42の特徴を参考にして設計されている。
アメリカのSMG Guns社は、FG42を模した半自動小銃を設計した。これはアメリカの連邦法が許す範囲でFG42を再現したもので、8mmモーゼル弾仕様のモデルと7.62x51mm弾のモデルがある。前者はFG42の20連発弾倉より安価かつ容易に入手可能なZB26軽機関銃の弾倉をそのまま使うことができた。また、後者はフォロワーに改造を加えたM1A用の弾倉を使用する。